# Chu Trinh Định vương
Chu Trinh Định Vương (chữ Hán: 周貞定王; trị vì: 468 TCN - 441 TCN), tên thật là Cơ Giới (姬介) là vị vua thứ 28 của nhà Chu trong lịch sử Trung Quốc.

## Thân thế
Ông là con trai của Chu Nguyên Vương – vua thứ 27 nhà Chu.

## Trị vì
Sử ký không ghi chép các sự kiện xảy ra dưới thời Chu Trinh Định vương ở ngôi.
Năm 441 TCN, Chu Trinh Định Vương mất. Ông ở ngôi 27 năm. Con ông là Cơ Khứ Tật lên nối ngôi, tức là Chu Ai Vương.